# Каллен, Китти
Ки́тти Ка́ллен (англ. Kitty Kallen, настоящее имя Кэтрин Калински, англ. Katherine Kalinsky; 25 мая 1922, Филадельфия — 7 января 2016, Куэрнавака) — американская эстрадная певица. В 1940-е годы она пела с биг-бендами, а позже стала выступать сольно. Как пишет музыкальный сайт AllMusic, её теперь помнят по трём причинам: как певицу, пришедшую в оркестр Джимми Дорси в 1943 году вместо Хелен О’Коннелл, как исполнительницу припева на паре хитов Гарри Джеймса — «I’m Beginning to See the Light» и «It’s Been a Long, Long Time» — и по своему хиту «Little Things Mean a Lot» — самой популярной песне 1954 года, которую тогда знали все, у кого был радиоприёмник. Как пишет веб-сайт, «её карьера растянулась на более чем 20 лет, но была в лучшем случае спорадической, и вышеупомянутыми большими успехами её популярность практически и ограничилась».
В 1954 году она заняла 1 место в голосованиях на самую популярную певицу в журналах «Билборд» и Variety.

## Биография
В 1953 году она подписала контракт с лейблом Decca Records, и он оказался удачным — две её песни, вышеупомянутая «Little Things Mean a Lot» (ставшая её визитной карточкой) и «In the Chapel in the Moonlight», продались в более чем миллионе экземпляров каждый. Певица стала популярной на телевидении, но к середине 1950-х годов её начала оттеснять ро́ковая поп-музыка (рок-н-ролл). Потом она ещё возвращалась в чарты в 1959 году (на лейбле Columbia) и в 1962 году (на лейбле RCA), но песня 1963 года «My Coloring Book» стала её последней в чартах.

## Личная жизнь
В 1948 году вышла замуж за телевизионного продюсера и публициста Бернарда Граноффа. Их сын, Джонатан Гранофф, стал юристом и лектором.

## Дискография
- См. статью «Kitty Kallen § Hit recordings» в английском разделе.